# Griazovets
Griazovets (en russe : Грязовец) est une ville de l'oblast de Vologda, en Russie, et le centre administratif du raïon de Griazovets. Sa population s'élevait à 15 313 habitants en 2013.

## Géographie
Griazovets est située à 43 km au sud-est de Vologda, à environ 550 km à l’est-sud-est de Saint-Pétersbourg et 350 km au nord-nord-est de Moscou.

## Histoire
Griazovets a été mentionné pour la première fois le 17 juin 1538, dans un document du monastère Kornilevo. En 1780, Griazovets reçut le statut de ville. Une gare de chemin de fer y fut ouverte sur la ligne Iaroslavl – Vologda en 1872.

## Population
Recensements (*) ou estimations de la population
| 1856  | 1897* | 1926* | 1939* | 1959* | 1970*  |
| ----- | ----- | ----- | ----- | ----- | ------ |
| 2 900 | 3 205 | 4 769 | 8 100 | 9 224 | 11 640 |

| 1979*  | 1989*  | 2002*  | 2010*  | 2012   | 2013   |
| ------ | ------ | ------ | ------ | ------ | ------ |
| 13 782 | 16 424 | 16 172 | 15 528 | 15 476 | 15 313 |